# Top down og bottom up design
Top-down og bottom-up er begge strategier indenfor informationsbearbejdning og vidensindsamling, der bruges indenfor en række områder inklusive software, humanistiske og videnskabelige teorier, organisation og ledelse. I praksis kan de betragtes som en måde at tænke på og undervise på.
En top-down-tilgang (også kendt som en et gradvist design og i nogle tilfælde benyttet som synonym for nedbrydning) er essentiel for at kunne nedbryde et system og opnå indsigt i dets sammenhængende undersystemer. I en top-down tilgang fremstilles et overblik over systemet, som specificerer, men ikke detaljerer, alle undersystemer på første niveau. Hvert undersystem raffineres så i endnu større detaljegrad, sommetider i flere undersystemniveauer, indtil de samlede specifikationer er reduceret til basiselementer. Top-down modeller specificeres ofte ved hjælp af "sorte bokse", disse gør det lettere at håndtere. Til trods for dette så kan sorte bokse sommetider undlade at belyse elementære mekanismer eller de kan være være for udetaljerede til at give realistiske validerede resultater. Top-down-tilgangen starter med det store billede, hvorfra det nedbrydes til mindre enheder.
En bottom-up-tilgang er en samling af forskellige systemer, som giver anledning til, at der opstår mere komplekse systemer. Således bliver de originale systemer til undersystemer i det fremspirende system. Bottom-up-bearbejdning er en slags informationsbearbejdning baseret på indkomne data fra omgivelserne for at skabe en perception. Informationer kommer gennem øjet i en retning (input) og ændres til et billede af hjernen, som kan oversættes, genkendes og perciperes (output). I en bottom-up-tilgang specificeres de individuelle hovedelementer i systemet i detaljer. Disse elementer linkes så sammen, og der skabes et større undersystem, som igen linkes, sommetider på flere niveauer, indtil en komplet topniveau-system formes. Denne strategi minder ofte om en "så et frø" model, hvor begyndelsen er lille, men eventuelt gror i kompleksitet og fuldstændighed. Til trods for dette kan "organiske strategier" resultere i et virvar af elementer og undersystemer, der er udviklet isoleret og er grundlag for lokal optimering i modsætning til at imødekomme et globalt formål.